# Piper arborigaudens
Piper arborigaudens är en pepparväxtart som beskrevs av C. Dc.. Piper arborigaudens ingår i släktet Piper och familjen pepparväxter. Inga underarter finns listade i Catalogue of Life.